# Vincent van Grroaâarrgh!
Vincent van Grroaâarrgh! is het zevende stripverhaal uit de hommage-reeks van Suske en Wiske. Het verhaal is getekend door Luc Cromheecke en geschreven door Charel Cambré. Het album kwam uit in 2024.

## Personages
- Suske, Wiske met Schanulleke, Lambik, Jerom, tante Sidonia, werknemers opslag en verwerking van gevaarlijk afval, werknemers verffabriek De Cladder, werknemer Auberge Ravoux, gouverneur en zijn vrouw, werknemers dienst milieu en veiligheid, man en zijn vriendin, toeristen, Vincent van Gogh, politieagenten, medewerker tekenwinkel, medewerker absint museum, ober, dames op een terras, pastoor

## Locaties
- Frankrijk, verffabriek De Cladder, Auvers-sur-Oise, Auberge Ravoux, kerk, kerkhof, tekenwinkel, absintmuseum, kasteel

## Synopsis

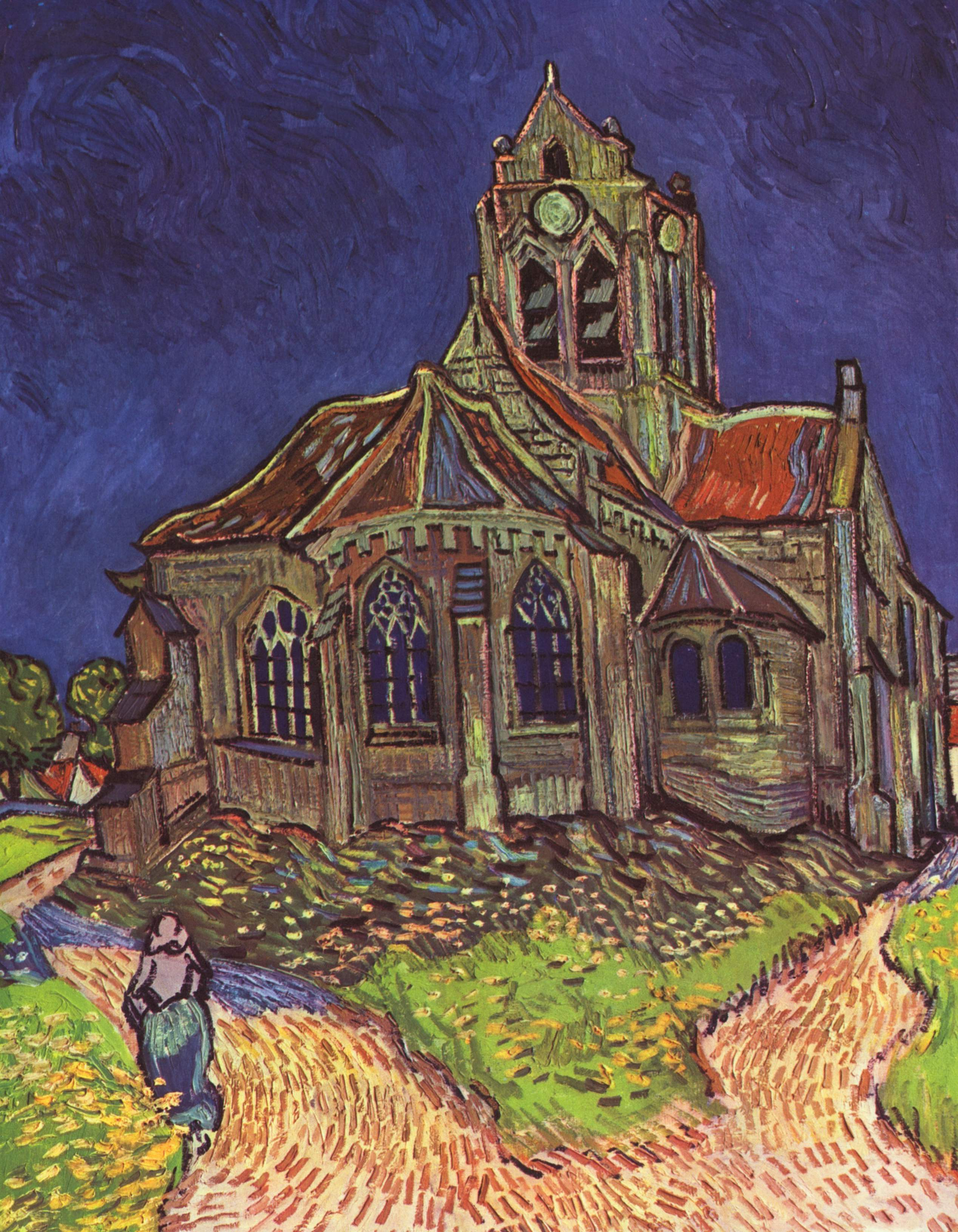
Kerk van Auvers door Van Gogh

Vlak bij Parijs verliest een vrachtwagen een ton. De inhoud wordt in een verffabriek gemengd, waarna de fabriek ontploft. De substantie komt terecht in het graf van Vincent van Gogh. Lambik neemt zijn vrienden mee op een korte vakantie in Frankrijk. Ze verblijven in de Auberge waar ook Vincent van Gogh verbleef. Wiske ziet 's nachts een zombie, maar Suske gelooft haar niet. Het monster eet de verfresten op die in de kamer lagen waar de schilder heeft verbleven. Inmiddels is de noodtoestand uitgeroepen en de mannen gaan naar Auvers-sur-Oise. Er is een kans op een gen-flip, waarbij de moleculaire celbiologie kan veranderen. 
Na het ontbijt gaan de vrienden met een treintje door de omgeving. Lambik trekt met zijn schilderspullen de omgeving in. Het treintje gaat langs de Gotische kerk die wereldberoemd werd door Vincent van Gogh. De pastoor vindt het jammer dat toeristen niet binnenkomen; alleen de buitenkant van het gebouw is interessant voor de toeristen. Ook gaat het treintje naar de beroemde korenvelden. Als het treintje stopt bij de begraafplaats, blijkt deze gesloten. Wiske wil foto's maken en valt over de muur, waarna Suske haar volgt. Ze horen dat de Dienst Milieu en Veiligheid op zoek is naar een zombie, en worden opgesloten in het politiebureau.
Lambiks schilderspullen worden opgegeten door de zombie. Ook zijn schilderij is verpest, want de zombie heeft eraan gelikt. Een man geeft Lambik 1000 euro voor het schilderij, waarna Lambik nieuwe schilderspullen wil kopen. De winkel blijkt geplunderd te zijn. De medewerker doet aangifte en toevallig horen Suske en Wiske dit. Ze kunnen uit de cel ontsnappen en ze vinden Jerom in het absintmuseum; hij heeft een onverwerkt trauma aan absint overgehouden en Wiske wil hem nuchter maken met koffie. Dit werkt averechts, want ze pakt per ongeluk Irish coffee. 
Er blijkt veel verf in het kasteel aanwezig te zijn en Van Gogh gaat hierop af. De dienst milieu en veiligheid probeert het monster te stoppen, maar dit mislukt. Jerom wordt nuchter en gaat achter het monster aan. Hij voert het monster een blik verf en geeft daarna nog een blik. Hier zitten echter granaten in, waarna de zombie in de kerk ontploft. De pastoor heeft nu eindelijk weer mensen in de kerk, want door de verf is het een waar kunstwerk geworden binnen. 
Thuis hoort Lambik dat zijn schilderij wordt gezien als een echte Van Gogh, zijn DNA is op het doek aangetroffen. Het is verkocht voor 180 miljoen euro.